# Квадрантиди
Квадрантиди — перший з трьох найпотужніших метеорних потоків впродовж року, наступні два — це Персеїди в серпні, та Гемініди в грудні. Квадрантиди починаються з 28 грудня та закінчуються 7 січня, максимум припадає на ранішні години 3 — 4 січня. На жаль, спостерігачі з Південної півкулі не зможуть насолоджуватися цим видовищем. Чим північніше знаходиться спостерігач, тим кращі умови для спостережень. Квадрантиди дають велику кількість слабких метеорів з середньою швидкістю, які утворені з уламків астероїда (з каменю), тоді як інші утворюються внаслідок падіння комет (з льоду та пилу).
За даними NASA за ідеальних умов спостереження можна побачити в небі до 120 "метеорів-вогнів" на годину.
Квадрантиди вперше спостерігав італійський астроном Антоніо Брукалассі у 1825 році.
Свою назву метеорний потік взяв із вже неіснуючого сузір'я Настінного Квадранта. Радіант знаходиться в сузір'ї Волопаса на межі між Драконом на Геркулесом.